# Сам Канинг
Сам Канинг (на английски: Sam Canning) е британска писателка на произведения в жанра любовен роман.

## Биография и творчество
Сам Канинг е родена в Северна Ирландия. Завършва курс по творческо писане.
Първият ѝ роман „Виртуални непознати“ е издаден през 2023 г. Главната героиня Ейда ръководи малката си ПР агенция от любимото си кафене. Едновременно има приятелска връзка с виртуален приятел, с когото споделят страстта си по романите на Агата Кристи, а също и с привлекателния журналист Фрейзър, с когото забавляват заедно и имат ексцентрични приключения. Разкъсвана между мистериозния си виртуален събеседник, в когото започва да се влюбва, и в реалната си връзка, тя ще се изправи пред избор и среща.
Сам Канинг живее в Единбург.

## Произведения

### Самостоятелни романи
- Virtual Strangers (2023)[1][2]
Виртуални непознати, изд.: ИК „ЕРА“, София (2023), прев.